# РБ-341В
РБ-341В «Леер-3» — современный российский комплекс радиоэлектронной борьбы и радиотехнической разведки, специализирующийся на сетях сотовой связи стандарта GSM. Особенностью комплекса является доставка средств РЭБ и РТР к цели с помощью беспилотных летательных аппаратов.
Разработан и производится российской компанией ООО «Специальный технологический центр» (Санкт-Петербург). В серийном производстве с 2015 года.

## История
Впервые этот комплекс был показан широкой публике в начале октября 2015 года на выставке «День инноваций Южного военного округа». В том же месяце специалисты Западного военного округа приступили к отработке учебных задач по применению комплекса.
К 2016 году специалисты пензенского АО «Радиозавод» (входит в холдинг «Росэлектроника») совместно со «Специальным технологическим центром» разработали новый мобильный наземный пункт дистанционного управления (МНПДУ) беспилотниками типа «Орлан-10», который способен в течение 24 часов поддерживать управление до трёх БПЛА на расстоянии до 100 км. При этом МНПДУ, в дополнение к основным функциям, способен принимать одновременно от трёх летательных аппаратов фото-видео информацию, идентифицировать цели, вести наблюдения за скоростью и силой ветра, температурой окружающей среды и передавать полученные данные в автоматическом режиме на командно-штабную машину МП32М1 (командный пункт управления комплекса реактивной артиллерией) для расчёта и корректировки огня.

## Назначение
Расширение назначения комплекса происходит за счёт сменных полезных нагрузок.
- Подавление мобильной связи.
- Имитация работы базовой станции сотовой связи в диапазонах GSM 900 и GSM 1800 и отправка ложных сигналов (сообщений).
- Ведение разведки путём определения точек излучения аппаратов в сетях GSM.
- Обнаружение абонентских точек (мобильные телефоны, планшеты и другие комплексы связи).
- Нанесение местоположения абонентских точек на цифровую карту.
- Передача данных о месте абонентских точек артиллерийским расчетам для нанесения огневого удара.
- Воздушное наблюдение за обстановкой на поле боя и передвижением войск[1].
- Оценка состояния армейских и флотских объектов[1].
- Исследование рельефа местности[1].

Комплекс «Леер-3» способен решать поставленные задачи в заданном районе в течение 10 часов при работе с одним БПЛА и обладает высокой конфликтной устойчивостью в условиях активной работы средств РЭП противника.

## Состав
- Боевой расчет — пять человек.

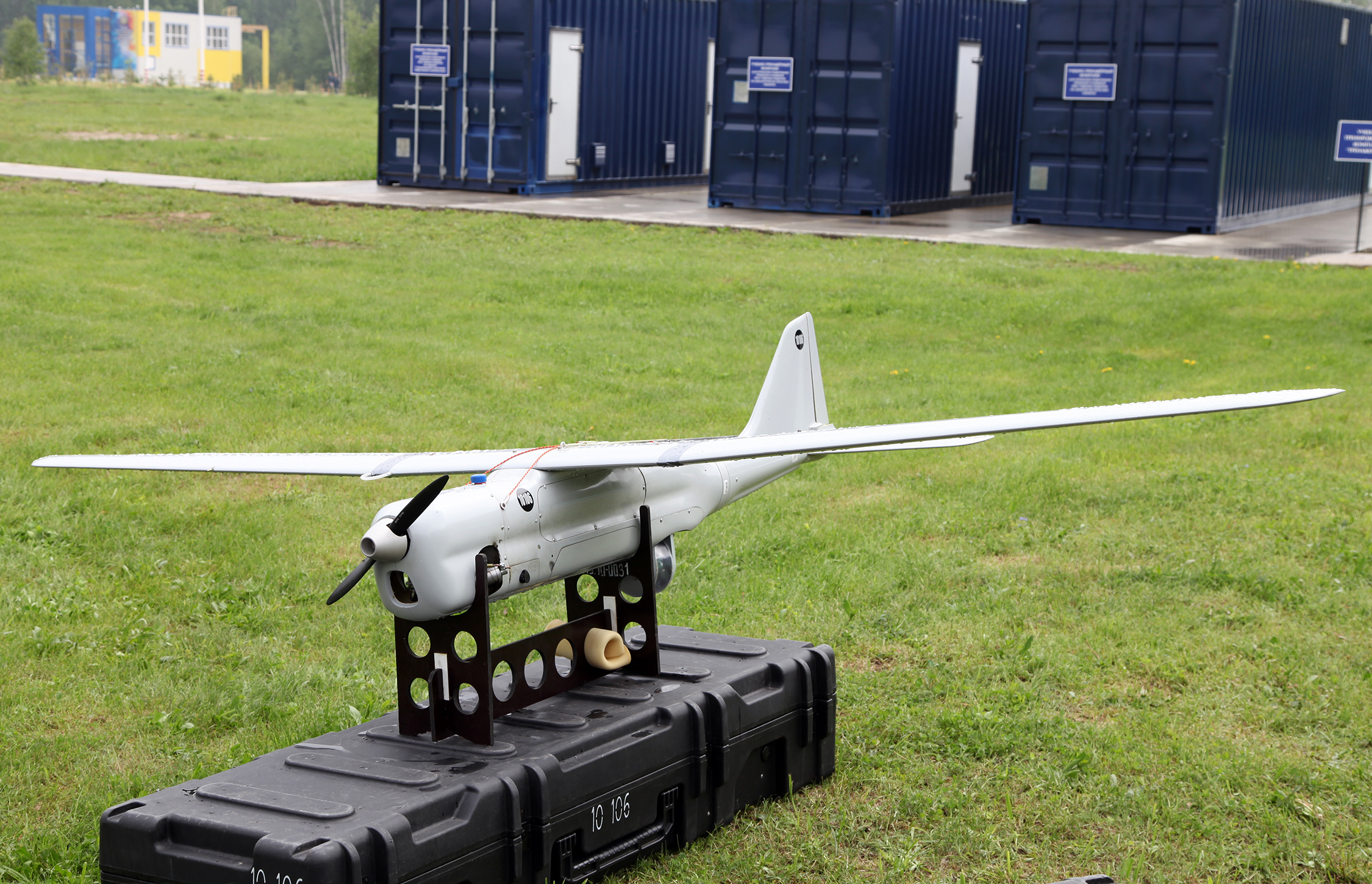
БПЛА Орлан-10

- Машина управления БЛА с автоматизированными рабочими местами операторов и антенно-фидерной системой командно-телеметрической радиосвязи на базе шасси «КамАЗ-5350».
- Один или два БПЛА типа «Орлан-10».
- Наклонная пусковая установка (катапульта) для запуска БПЛА.
- Сменные полезные нагрузки.

## Эксплуатанты
- Россия: по состоянию на март 2016 года, некоторое количество находится в подразделениях Западного и Центрального военных округов[2][4].

## Боевое применение
Гражданская война в Сирии
С 2016 года поступают сведения о применении комплекса в сирийском конфликте.
Вооружённый конфликт на востоке Украины
Впервые "Леер-3" был замечен в Донецке летом 2015 года, впоследствии он попал на видео, снятое в Донецкой области весной 2016 года.
10 августа 2018 года специальная мониторинговая миссия ОБСЕ сообщила, что с помощью мини-БПЛА 28 июля 2018 года наблюдала РБ-341В вместе с другими комплексами РЭБ возле населенного пункта Чернухино (64 км к юго-западу от Луганска) на территории, неподконтрольной правительству Украины. 2 августа во время осуществления полета над этим же участком БПЛА ничего не зафиксировал.
10 марта 2020 года БПЛА СММ малого радиуса действия обнаружил 3 комплекса радиоэлектронной борьбы (РБ-341В «Леер-3» — 1 ед., Р-934Б «Синица» — 1 ед. и РБ636 «Свет-КУ» — 1 ед.) на территории объекта на южной окраине Луганска (за пределами зоны безопасности). Наличие этих систем у сепаратистов рассматривалось журналистами и экспертами как одно из доказательств участия России в войне на Донбассе. 
Нагорный Карабах
15 ноября 2020 года некоторое количество машин было замечено по пути следования к городу Степанакерт (Ханкенди) в рамках миротворческой миссии в Нагорном Карабахе.
Вторжение России на Украину
Широко использовался в ходе нападения России на Украину. По данным RUSI, комплекс показал низкую эффективность, использование комплекса было ограничено их длительным использованием в вооруженном конфликте на Донбассе и украинские силы знакомы с рисками, создаваемыми комплексом и эффективными мерами противодействия ему.